# 丁璇
丁璇（1957年—），女，中华人民共和国讲师，有“女德教母”、“女德至圣先师”之称。
初中学历。2012年，时年55岁的丁璇从承德市供电公司退休，移居石家庄。后成为女德讲师。宣传时，自称为河北省传统文化研究会副会长、中国妇女发展基金会特聘讲师、华北供电局工会主席、女德资深讲师。有报道指出，华北供电局工会主席身份为伪造。2017年5月14日，丁璇二度在九江学院进行的公益讲座。此次讲座在网络爆红，因宣扬压迫女性，引起公众质疑，多有批判之声。有评论嘲讽的称她为“大清未亡人”。

## 言论
- “女性穿着暴露，是上克父母、中克丈夫、下克子孙的破败相”[1]
  - 中国传统文化中的面相學通常依据相貌，不涉及穿着服饰。
- “三精成一毒”[1]:三个男人的精液混在一起，就是一种毒药。
  - 极少数人会对精液过敏，而来自三位男性精液形成毒物的观点来源不详。参见：精液。
- “女人不能换男人，这是保持种族的纯洁”[1]
  - 中华人民共和国政府并不鼓励女性片面守贞。实际上，自1920年代国民政府取代北洋政府执政后，政府即不再推崇貞節旌表。